# Josh Stewart
Joshua Regnall Stewart, detto Josh (Diana, 6 febbraio 1977), è un attore statunitense.

## Biografia
Nato a Diana, nella Virginia Occidentale, figlio di Margie Skidmore e Charles Regnall Stewart. Suo padre è stato un insegnante di educazione fisica, nonché un ex pastore della Prima Chiesa Battista di Webster Springs, mentre sua madre è un'insegnante della scuola elementare di Webster Springs. Ha frequentato il West Virginia Wesleyan College, per poi studiare alla West Virginia University, dove si è laureato in economia e commercio.
Stewart ha iniziato a fare teatro, esibendosi al Landmark Theatre di Sutton, Virginia Occidentale, per poi trasferirsi a New York City per studiare recitazione presso i T. Schreiber Studios. È stato membro della compagnia teatrale 13th Street Repertory Theatre e ha continuato a lavorare in teatro anche dopo il suo trasferimento a Los Angeles.
In televisione ha debuttato nel 2003, recitando in un pilota della ABC intitolato Then Came Jones, ma la serie televisiva non è mai stata prodotta. L'anno seguente recita in un episodio di CSI - Scena del crimine, fino a quanto ottiene il ruolo dell'agente Brendan Finney nell'ultima stagione di Squadra emergenza. Nello stesso periodo prende parte a uno spot pubblicitario per i Levi's 501.Dopo la fine di Squadra emergenza ottiene il suo primo ruolo cinematografico in Lenexa, 1 Mile, debutto alla regia del collega di Squadra emergenza Jason Wiles.
Dal 2007 al 2008 ha fatto parte del cast della serie televisiva Dirt nel ruolo di Holt McLaren, al fianco di Courtney Cox. Durante la stagione televisiva 2010-2011 ha interpretato il ruolo ricorrente di Joshua nella serie della ABC No Ordinary Family. Dal 2007 fino al 2018 ha interpretato il ruolo del detective di polizia William LaMontagne Jr. nella serie televisiva criminal minds.
Nel 2008 recita nei film The Haunting of Molly Hartley e Il curioso caso di Benjamin Button, mentre nel 2009 ottiene il suo primo ruolo da protagonista nell'horror The Collector, a cui ha fatto seguito il sequel del 2012 The Collection. Nel 2012 ottiene la parte del mercenario Barsad, tirapiedi del cattivo Bane, ne Il cavaliere oscuro - Il ritorno, terzo capitolo della trilogia su Batman di Christopher Nolan. Sempre nel 2012 è protagonista dei quattro episodi che compongono la webserie The Walking Dead: Cold Storage, basata sull'omonima serie televisiva. Nel 2013 debutta come regista con il film The Hunted, di cui è anche interprete, sceneggiatore e produttore. Nel 2019 fa parte della serie televisiva The Punisher, nel ruolo di John Pilgrim.

## Vita privata
È stato sposato con Deanna Brigidi-Stewart e ha due figli; Ryan Justine (2008) e River Jacob (2010). Dal 2019 è sposato con Alexa Davalos.

## Filmografia

### Attore

#### Cinema
- Lenexa, 1 Mile, regia di Jason Wiles (2006)
- Bobby Z - Il signore della droga (The Death and Life of Bobby Z), regia di John Herzfeld (2007)
- Jekill, regia di Scott Zakarin (2007)
- The Haunting of Molly Hartley, regia di Mickey Liddell (2008)
- Il curioso caso di Benjamin Button (The Curious Case of Benjamin Button), regia di David Fincher (2008)
- The Collector, regia di Marcus Dunstan (2009)
- Giustizia privata (Law Abiding Citizen), regia di F. Gary Gray (2009)
- Beneath the Dark, regia di Chad Feehan (2010)
- Rehab, regia di Rick Bieber (2011)
- Il cavaliere oscuro - Il ritorno (The Dark Knight Rises), regia di Christopher Nolan (2012)
- The Collection, regia di Marcus Dunstan (2012)
- The Hunted, regia di Josh Stewart (2013)
- Event 15, regia di Matthew Thompson (2013)
- Transcendence, regia di Wally Pfister (2014)
- L'ultima tempesta (The Finest Hours), regia di Craig Gillespie (2016)
- Cold Moon, regia di Griff Furst (2016)
- The Neighbor, regia di Marcus Dunstan (2016)
- War Machine, regia di David Michôd (2017)
- Insidious - L'ultima chiave (Insidious: The Last Key), regia di Adam Robitel (2018)
- The Mustang, regia di Laure de Clermont-Tonnerre (2019)
- Back Fork, regia di Josh Stewart (2019)

#### Televisione
- CSI - Scena del crimine (CSI: Crime Scene Investigation) – serie TV, episodio 4x18 (2004)
- Squadra emergenza (Third Watch) – serie TV, 20 episodi (2004-2005)
- Dirt – serie TV, 19 episodi (2007-2008)
- Criminal Minds – serie TV, 15 episodi (2007-2018)
- E.R. - Medici in prima linea (ER) – serie TV, episodio 14x17 (2008)
- Avvocati a New York (Raising the Bar) – serie TV, episodio 1x06 (2008)
- CSI: Miami – serie TV, episodio 7x14 (2009)
- Southland – serie TV, episodio 1x01 (2009)
- The Mentalist – serie TV, episodio 2x02 (2009)
- Ghost Whisperer - Presenze (Ghost Whisperer) – serie TV, episodio 5x13 (2010)
- Miami Medical – serie TV, episodio 1x08 (2010)
- No Ordinary Family – serie TV, 14 episodi (2010-2011)
- The Walking Dead: Cold Storage – serie web, 4 episodi (2012)
- Grimm – serie TV, episodio 2x07 (2012)
- Shooter – serie TV, 9 episodi (2017-2018)
- The Punisher – serie TV (2019)
- Criminal Minds – serie TV (2021)
- The Rookie - serie TV, episodio 3x05 (2021)

### Doppiatore
- Interstellar, regia di Christopher Nolan (2014)

### Regista
- The Hunted (2013)
- Back Fork (2019)

### Sceneggiatore
- The Hunted, regia di Josh Stewart (2013)

### Produttore
- The Collection, regia di Marcus Dunstan (2012)
- The Hunted, regia di Josh Stewart (2013)

## Doppiatori italiani
Nelle versioni in italiano delle opere in cui ha recitato, Josh Stewart è stato doppiato da:
- Andrea Lavagnino in Bobby Z - Il signore della droga, The Collector, Insidious - L'ultima chiave, The Punisher
- Francesco Pezzulli in Squadra emergenza, Ghost Whisperer
- David Chevalier in Dirt
- Gianfranco Miranda in Criminal Minds
- Emiliano Coltorti in E.R. - Medici in prima linea
- Davide Lepore in The Mentalist
- Marco Baroni in Giustizia privata
- Fabrizio Manfredi in CSI: Miami
- Marco De Risi in No Ordinary Family
- Marco Vivio in Il cavaliere oscuro - Il ritorno
- Riccardo Scarafoni in The Walking Dead: Cold Storage
- Riccardo Niseem Onorato in Transcendence
- Stefano Brusa in Shooter
- Roberto Certomà in War Machine

Da doppiatore è sostituito da:
- Marco Mete in Interstellar